# Il villaggio dell'uomo bianco
Il villaggio dell'uomo bianco (When the Redskins Rode) è un film del 1951 diretto da Lew Landers.
È un film western statunitense con Jon Hall, Mary Castle, James Seay e John Ridgely ambientato durante la guerra franco-indiana nel 1753.

## Produzione
Il film, diretto da Lew Landers su una sceneggiatura di Robert E. Kent, fu prodotto da Sam Katzman per la Esskay Pictures Corporation e girato a dall'8 al 18 agosto 1950. La produzione utilizzò il SuperCinecolor, definito un netto miglioramento rispetto all'allora più diffuso Cinecolor.

## Distribuzione
Il film fu distribuito dalla Columbia Pictures negli Stati Uniti nel maggio del 1951 con il titolo When the Redskins Rode.
Altre distribuzioni:
- in Svezia il 28 gennaio 1952 (Indianfällan)
- in Finlandia il 29 febbraio 1952 (Punanahkat sotapolulla)
- in Germania Ovest l'11 luglio 1952 (Als die Rothäute ritten)
- in Danimarca il 20 ottobre 1952 (Da rødhuderne red)
- in Austria nell'agosto del 1953 (Als die Rothäute ritten)
- in Germania il 18 agosto 1995 (in TV)
- in Brasile (Guerreiros do Sol)
- in Grecia (O kokkinos diavolos)
- in Italia (Il villaggio dell'uomo bianco)

## Promozione
La tagline è: ...on the warpath in SUPERcineCOLOR!.